# Salix nigra

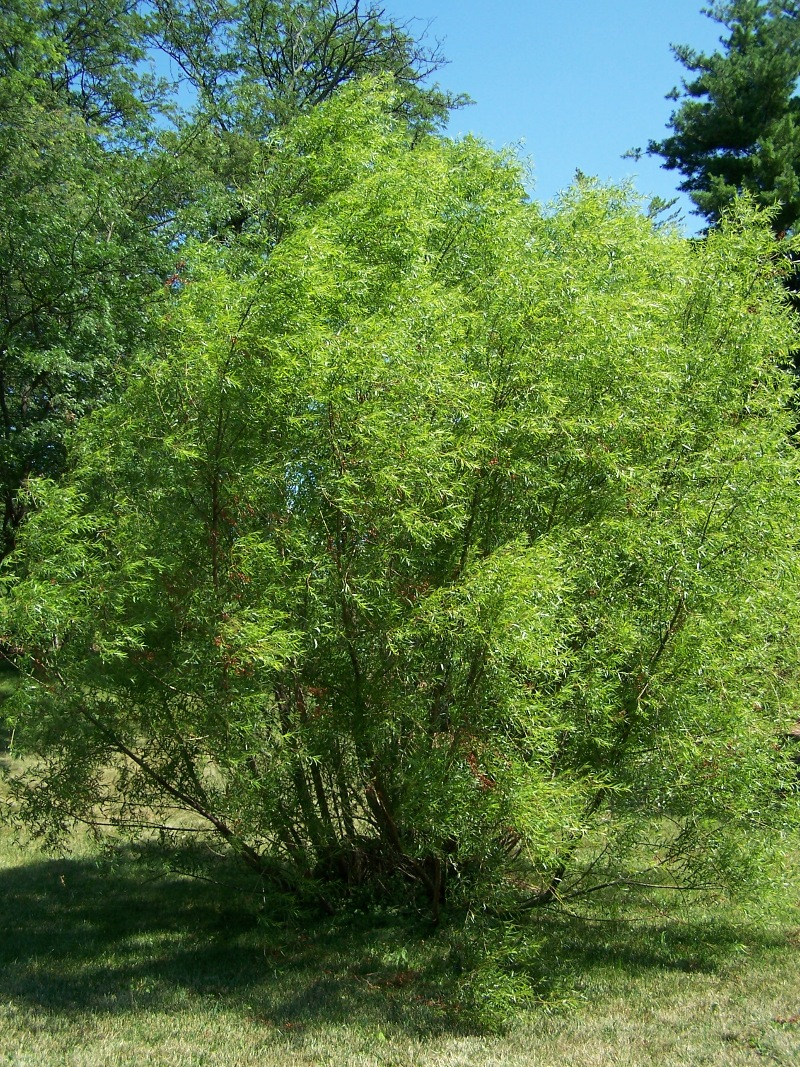
Exemplar da espécie

Salix nigra é uma espécie de salgueiro nativas para o leste da América do Norte, de Nova Brunswick e Ontário do sul para o oeste para Minnesota, e do sul para o norte da Flórida e Texas. É uma árvore caducifólia de tamanho médio, com tamanho entre 10 a 30 metros de altura com um tronco de 50 a 80 centímetros de diâmetro. O súber é de marrom escuro a negro, tornando-se fissurado em árvores velhas que frequentemente  bifurcam-se na base. Os ramos são escassos, variando em cor do verde ao marrom, amarelo e púrpureo. O maior exemplar da espécie está localizada em Marlboro Township, New Jersey e tem aproximadamente 152 anos de idade e 23 metros de altura. As raízes são bastante amargas, tendo sido usadas no passado como uma substituto da quinina. Os Ojibwa usavam utilizavam ramos e galhos jovens para fazer cestas e outras partes eram utilizadas para tratar indigestões. O súder da árvore também pode ser utilizado para fazer um chá amargo com composto químico similar a aspirina.[carece de fontes?]